# Zeda Uczchubi
Zeda Uczchubi – wieś w Gruzji, w regionie Guria, w gminie Ozurgeti. W 2014 roku liczyła 335 mieszkańców.